# Hindouisme en Guyane
L'Hindouisme est une religion minoritaire, introduite et pratiquée principalement par la communauté indienne de Guyane, qui comptent environ 2 000 individus. En 2010, l'hindouisme est suivi par 0,6% de la population de la Guyane.